# Saint-Jean-d’Hermine
Saint-Jean-d’Hermine ist eine französische Gemeinde mit 3593 Einwohnern (Stand: 1. Januar 2022) im Département Vendée in der Region Pays de la Loire. Sie gehört zum Arrondissement Fontenay-le-Comte und ist Mitglied im Gemeindeverband Communauté de communes Sud Vendée Littoral.
Sie entstand mit Wirkung vom 1. Januar 2025 als Commune nouvelle durch Zusammenlegung der bis dahin selbstständigen Gemeinden Sainte-Hermine und Saint-Jean-de-Beugné, die fortan den Status als Communes déléguées besitzen. Der Verwaltungssitz befindet sich in Sainte-Hermine.

## Gemeindegliederung
| Commune déléguée                 | Ehemaliger INSEE-Code | PLZ   | Fläche (km²) | Einwohnerzahl (2022) |
| -------------------------------- | --------------------- | ----- | ------------ | -------------------- |
| Sainte-Hermine (Verwaltungssitz) | 85223                 | 85210 | 34,47        | 2.962                |
| Saint-Jean-de-Beugné             | 85233                 | 85210 | 13,36        | 0631                 |

## Geografie
Saint-Jean-d’Hermine liegt etwa 22 Kilometer nordwestlich von Fontenay-le-Comte und etwa 31 Kilometer ostsüdöstlich von La Roche-sur-Yon in der Landschaft des Bas-Poitou. Das Gemeindegebiet wird entwässert vom Lay, der es im Norden begrenzt, von der Smagne, die es zentral von Ost nach West durchquert, vom Ruisseau le Long Jarret, vom Ruisseau de Casserolle, vom Flüsschen Féolet, das es im Nordosten begrenzt, und verschiedenen kleineren Wasserläufen. Das Zentrum befindet sich auf einer Höhe von etwa 36 m. Das Bodenrelief ist hügelig mit einer maximalen Erhebung von 86 m im Norden und einer minimalen Höhe von 9 m im Südwesten beim Austritt der Smagne aus dem Gemeindegebiet.
Teile des Gebiets von Saint-Jean-d’Hermine gehören zum 6701 Hektar großen Natura 2000-Schutzgebiet „Plaine calcaire du sud Vendée“ (FR5212011) und zu drei ZNIEFF-Naturzonen.
Umgeben wird Saint-Jean-d’Hermine von den zehn Nachbargemeinden:
| Bournezeau           | La Réorthe                                  | Saint-Juire-Champgillon                          |
| Bessay Sainte-Pexine | Kompassrose, die auf Nachbargemeinden zeigt | Thiré                                            |
| Corpe                | Sainte-Gemme-la-Plaine                      | Saint-Étienne-de-Brillouet Saint-Aubin-la-Plaine |

## Sehenswürdigkeiten
| Name                                      | Ort                  | Bemerkungen                                                     | Bild |
| ----------------------------------------- | -------------------- | --------------------------------------------------------------- | ---- |
| Schloss Sainte-Hermine                    | Sainte-Hermine       | 13. und 17. Jahrhundert, als Monument historique eingeschrieben |      |
| Kirche Notre-Dame und ehemaliges Beinhaus | Sainte-Hermine       | 19. Jahrhundert, als Monument historique eingeschrieben         |      |
| Kirche Saint-Pierre                       | Sainte-Hermine       | 17. Jahrhundert, als Monument historique eingeschrieben         |      |
| Protestantischer Friedhof                 | Sainte-Hermine       | Als Monument historique eingeschrieben                          |      |
| Protestantische Kirche                    | Sainte-Hermine       | Als Monument historique eingeschrieben                          |      |
| Logis Le Petit-Magny                      | Sainte-Hermine       | In Teilen als Monument historique eingeschrieben                |      |
| Herrenhaus La Petite-Coudraie             | Sainte-Hermine       | In Teilen als Monument historique eingeschrieben                |      |
| Markthalle                                | Sainte-Hermine       | Erbaut 1899, als Monument historique eingeschrieben             |      |
| Denkmal für Georges Clemenceau            | Sainte-Hermine       | 1921 eingeweiht, als Monument historique eingeschrieben         |      |
| Kirche Saint-Jean                         | Saint-Jean-de-Beugné |                                                                 |      |

## Bildung
Saint-Jean-d’Hermine verfügt über
- eine öffentliche Vorschule (École maternelle) „Gérard Jamin“,
- eine öffentliche Grundschule (École élémentaire) „Du Pré Vert“,
- eine öffentliche Vor- und Grundschule (École primaire),
- eine private Vor- und Grundschule „Saint Marie“,
- ein öffentliches Collège „De l’Anglée“ und
- ein privates Collège „Saint-Paul“.[4]

## Wirtschaft
Saint-Jean-d’Hermine liegt in den Zonen AOC der Buttersorten
- Charentes-Poitou,
- Charentes und
- Deux-Sèvres.[5]

## Verkehr
Die Autoroute A 83 „Autoroute des Estuaires“ von Nantes nach Niort durchquert das Gemeindegebiet von Nordwest nach Südost mit der Anschlussstelle 7 zwischen den beiden Ortsteilen. Die Departementsstraße D 137, die ehemalige Route nationale 137 von Saint-Malo nach Bordeaux, durchquert Saint-Jean-d’Hermine von Nordost nach Südwest, kreuzt die Autobahn an der Anschlussstelle und verbindet die beiden Ortsteile miteinander. Die Departementsstraße D 948/D 148, die ehemalige Route nationale 148 von der Île de Noirmoutier nach Étagnac im Département Charente, kreuzt die D 137 im Zentrum. Die Departementsstraße D 19 wird in westlicher Richtung nach Sainte-Pexine geführt, die D 8 in östlicher Richtung nach Thiré. Nachgeordnete Departementsstraßen und lokale Landstraßen verbinden die Gemeinde mit weiteren Nachbargemeinden.
Busse zweier Linien des Transportunternehmens Aléop der Region Pays de la Loire verbinden die Gemeinde mit La Roche-sur-Yon und Fontenay-le-Comte.

## Gemeindepartnerschaft
Mit Sillingy im Département Haute-Savoie besteht eine Städtepartnerschaft seit 2012.